# Cargolux
Cargolux es una aerolínea de carga luxemburguesa fundada el 4 de marzo de 1970. Su centro de operaciones es el Aeropuerto de Luxemburgo Findel.
Está ubicada en el 3º lugar mundial en toneladas/kilómetro transportadas, y es la principal aerolínea de carga en Europa y la primera a nivel general en dicho continente e igualmente, la segunda entre todas las aerolíneas del mundo.

## Flota
La flota de Cargolux se compone de las siguientes aeronaves Boeing 747 Freighter.
| Aeronaves       | En servicio | Pedidos | Matrículas                                          | Antigüedad                                          | Notas                                                     |
| --------------- | ----------- | ------- | --------------------------------------------------- | --------------------------------------------------- | --------------------------------------------------------- |
| Boeing 747-400F | 15          | —       | LX-OCV «Ciudad de Niederanven»                      | 26,1 años                                           |                                                           |
| Boeing 747-400F | 15          | —       | LX-RCV «Ciudad de Walferdange»                      | 25,7 años                                           |                                                           |
| Boeing 747-400F | 15          | —       | LX-SCV «Ciudad de Bertrange»                        | 24 años                                             |                                                           |
| Boeing 747-400F | 15          | —       | LX-ICL «Ciudad de Mersch»                           | 24 años                                             |                                                           |
| Boeing 747-400F | 15          | —       | LX-TCV «Ciudad de Schuttrange»                      | 23 años                                             |                                                           |
| Boeing 747-400F | 15          | —       | LX-UCV «Ciudad de Bertrange»                        | 21,3 años                                           | Operando para Cargolux Italia                             |
| Boeing 747-400F | 15          | —       | LX-GCL «Ciudad de Sandweiler»                       | 20,5 años                                           | Operando para DHL Aviation                                |
| Boeing 747-400F | 15          | —       | LX-VCV «Ciudad de Walferdange»                      | 19,7 años                                           | Operando para Cargolux Italia                             |
| Boeing 747-400F | 15          | —       | LX-NCL «Ciudad de Ettelbruck»                       | 19,1 años                                           |                                                           |
| Boeing 747-400F | 15          | —       | LX-JCV «Ciudad de Betzdorf»                         | 18,7 años                                           |                                                           |
| Boeing 747-400F | 15          | —       | LX-MCL «Ciudad de Bourscheid»                       | 18,7 años                                           |                                                           |
| Boeing 747-400F | 15          | —       | LX-LCL «Ciudad de Clervaux»                         | 18,2 años                                           |                                                           |
| Boeing 747-400F | 15          | —       | LX-KCL «Ciudad de Junglinster»                      | 17,5 años                                           |                                                           |
| Boeing 747-400F | 15          | —       | LX-YCV «Ciudad de Contern»                          | 17,1 años                                           | Operando para Cargolux Italia                             |
| Boeing 747-400F | 15          | —       | LX-ECV «Ciudad de Grevenmacher»                     | 16,4 años                                           |                                                           |
| Boeing 747-800F | 14          | —       | LX-VCA «Ciudad de Vianden»                          | 15,7 años                                           |                                                           |
| Boeing 747-800F | 14          | —       | LX-VCC «Spirit of Cargolux»                         | 15 años                                             |                                                           |
| Boeing 747-800F | 14          | —       | LX-VCB «Ciudad de Esch-sur-Alzette»                 | 13,9 años                                           |                                                           |
| Boeing 747-800F | 14          | —       | LX-VCD «Ciudad de Luxemburgo»                       | 13,9 años                                           |                                                           |
| Boeing 747-800F | 14          | —       | LX-VCE «Ciudad de Echternach»                       | 13,2 años                                           |                                                           |
| Boeing 747-800F | 14          | —       | LX-VCF «Ciudad de Grevenmacher»                     | 12,9 años                                           |                                                           |
| Boeing 747-800F | 14          | —       | LX-VCG «Ciudad de Diekirch»                         | 12,8 años                                           |                                                           |
| Boeing 747-800F | 14          | —       | LX-VCH «Ciudad de Dudelange»                        | 12,4 años                                           |                                                           |
| Boeing 747-800F | 14          | —       | LX-VCI «Ciudad de Troisvierges»                     | 12,2 años                                           |                                                           |
| Boeing 747-800F | 14          | —       | LX-VCJ «Ciudad de Zhengzhou»                        | 11,5 años                                           |                                                           |
| Boeing 747-800F | 14          | —       | LX-VCK «Ciudad de Contern»                          | 11,3 años                                           |                                                           |
| Boeing 747-800F | 14          | —       | LX-VCL «Joe Sutter, padre del Boeing 747»           | 10,5 años                                           |                                                           |
| Boeing 747-800F | 14          | —       | LX-VCM «Ciudad de Redange-sur-Attert»               | 10 años                                             |                                                           |
| Boeing 747-800F | 14          | —       | LX-VCN «Spirit of Schengen»                         | 8,9 años                                            |                                                           |
| Boeing 777-8F   | —           | 10      |                                                     |                                                     | Pedido con 6 opciones adicionales. Se entregarán en 2027. |
| Total           | 29          | 10      | Edad media de la flota (agosto de 2025): 16,7 años. | Edad media de la flota (agosto de 2025): 16,7 años. | Edad media de la flota (agosto de 2025): 16,7 años.       |

Cargolux fue la primera aerolínea en recibir el nuevo avión Boeing 747-8F en 2011, al tener firmado un contrato de compra con Boeing de 10 aeronaves; el cual, se amplió a 100. Es la primera aerolínea en toda Europa a nivel general y la segunda a nivel mundial entre todas las aerolíneas. A finales de 2012 ascendió de ser la cuarta a nivel mundial a la tercera debido a sus altísimos estándares de calidad, seguridad, cumplimiento e igualmente al estricto y avanzado entrenamiento de sus tripulaciones.

### Flota histórica
| Aeronaves       | Total | Introducido | Retirado | Matrículas |
| --------------- | ----- | ----------- | -------- | --- |
| Boeing 707F     | 7     | 1978        | 1984     | F-BHSX, LX-FCV, EI-ANV, LX-BJV, N15710, N15711 y LX-LGT                                                                            |
| Boeing 747-100F | 6     | 1987        | 1990     | LX-MCV, LX-NCV, LX-LCV, LX-KCV, LX-GCV y LX-FCV                                                                                    |
| Boeing 747-200F | 13    | 1979        | 2003     | G-INTL, LX-DCV, LX-DCV*, LX-ECV, LX-ECV*, LX-TAP, LX-ZCV, N104TR, N357AS, N359AS, N537MC, N538MC y N747BC                          |
| Canadair CL-44  | 6     | 1970        | 1979     | TF-LLJ, TF-LLG, TF-CLA, TF-LLI, TF-LLF y TF-LLH                                                                                    |
| Douglas DC-8F   | 15    | 1973        | 1985     | HB-IDB, TF-ECV, CF-TJF, TF-GCV, TF-BCV, LX-ACV, TF-CCV, LX-BCV (rrg. TF-BCV), TF-FLA, N8639, N865F, N866F, N804WA, N797FT y N806WA |